# Kecshoni koncentrációs tábor
A kecshoni koncentrációs tábor egy politikai átnevelőtábor (büntetőbörtön) Észak-Koreában, zömében politikai foglyokkal.

## Elhelyezkedés
A létesítmény Dél-Phjongan tartományban, Kecshon város peremén helyezkedik el, körülbelül 2,5 km-re keletre a városközponttól, egy kis domb mögött.

## Leírás
A kecshoni koncentrációs tábor egy körülbelül 300 méter hosszú és 300 méter széles börtönépület, amelyet egy 4 méter magas fal vesz körül, tetején szögesdróttal. A foglyok, mintegy 4000 férfi és 2000 nő (1992-ben), közönséges bűnözők közé keveredett politikai foglyok. Elméletileg a fogvatartottakat szabadon engedik a munkával végzett átnevelés és a büntetés letöltése után. De mivel a börtönbüntetések nagyon hosszúak és a körülmények rendkívül kemények, sokan nem élik túl a börtönbüntetésüket. Dzsi Henam becslése szerint a kétéves büntetése alatt a foglyok mintegy 20%-a halt meg.

## Célja
A kecshoni tábor fő célja, hogy megbüntesse az embereket a kevésbé súlyos bűncselekményekért, míg a politikai bűncselekmények (pl. a kormány bírálata) súlyos bűncselekménynek minősülnek. De a foglyokat rabszolgákként is használják, akiknek nagyon nehéz körülmények között kell magas termelési kvótákat teljesíteniük. Emiatt a táborban cipőgyár, bőr- és gumigyár, ruhagyár és egyéb gyárak működnek.

## Az emberi jogok helyzete
A táborban uralkodó emberi jogi helyzetet I Szunok részletesen leírja az Egyesült Államok Szenátusának igazságügyi bizottsága előtt tett vallomásában. Elmondja, hogy a foglyoknak nincsenek jogaik, és hogy ki vannak szolgáltatva az őröknek.

### Kényszermunka
A foglyokat arra kényszerítik, hogy napi 18 órát dolgozzanak a tábor üzemeiben. Ha valaki nem dolgozik elég gyorsan, megverik. Előfordul, hogy a foglyok a munkahelyükön alszanak, hogy teljesítsék a termelési kvótát. Mindez gyakori munka balesetekkel jár, és sok fogoly megnyomorodik a munkától vagy a kínzásoktól.

### Egészségügy és higiénia
A foglyokat arra kényszerítik, hogy 80-90 emberrel egy szobában aludjanak 30 négyzetméteres, bolhás szobákban. A foglyok csak alkalmanként használhatják a WC-t (körülbelül 300 emberre jut egy), és csak több hónap után zuhanyozhatnak. Gyakoriak az olyan betegségek, mint a paratífusz, amelyek a rossz táplálkozásból erednek.

### Alultápláltság
Az ételadagok napi háromszor 100 gramm tört kukoricából és sós levesből állnak. Szabálysértés esetén az ételadagokat csökkentik. I Szunok arról számolt be, hogy a foglyok még patkányokat is megöltek és nyersen megették őket a túlélés érdekében.

### Kínzás
A táborban 78 darab, egyenként 60 cm széles és 110 cm magas büntetőcella van, ahová a foglyokat több napra bezárják. Utána sokan közülük járni sem tudnak, sőt néhányan meg is halnak. A foglyokat gyakran verik, rugdossák vagy korbácsolják. I Szunokot úgy kínozták, hogy addig kellett nagy mennyiségű vizet innia, amíg el nem ájult, és majdnem meghalt. Büntetése alatt számos kínzásnak volt szemtanúja.

### Gyilkosságok és gyermekgyilkosságok
A terhes nőket injekciókkal abortuszra kényszerítik. I Szunok tanúja volt annak, hogy az élve született csecsemőket közvetlenül a születésük után meggyilkolták.
Mint minden börtöntáborban, itt is mindennaposak a nyilvános kivégzések, amelyeket általában az összes fogoly szeme láttára hajtanak végre.

## Foglyok (szemtanúk)
- I Szunokot (1987–1992 Kecshon) azért ítélték el, mert állítólag állami vagyont sikkasztott, mert nem volt hajlandó félre rakni a felettesének. 13 év munkatáborra ítélték, de előbb szabadon engedték közkegyelem miatt.

- Csi Henam (1993–1995 Kecshon) a szocialista rend zavarásáért került börtönbe, miután dél-koreai popdalokat énekelt, és az egyik szomszédja feljelentette. 3 év munkatáborra ítélték, de 2 év és 2 hónap után szabadon engedték.

## Lásd még
- Emberi jogok Észak-Koreában (angol nyelvű)

- Börtönök Észak-Koreában
- Yodok koncentrációs tábor (angol nyelvű)

- Kaechon internálótábor (angol nyelvű)
- Lee Soon Ok (angol nyelvű)
- A farkatlan állatok szeme: egy észak-koreai nő börtönmemoárjai (angol nyelvű)

- Az Egyesült Államok Szenátusi meghallgatásai: Ms. Soon tanúvallomása Ok Lee – I Szunok vallomása az Egyesült Államok Szenátusi Igazságügyi Bizottságának 2002. június 21. - (angol nyelvű)
- Emberi Jogi Bizottság Észak-Koreában – Áttekintés az észak-koreai börtöntáborokról tanúvallomásokkal és műholdfotókkal - (angol nyelvű)
- Daily NK: Észak-koreai emberiség elleni bűncselekmények – Tanúvallomások gyűjteménye - (angol nyelvű)
- A szemtanú felfedi az észak-koreai gulág borzalmát – Jelentés a fogolytáborokról, The Guardian, 2002. július 19. - (angol nyelvű)
- Egy túlélő: Soon Ok Lee – 7 év kínzás az észak-koreai fogolytáborban – Jelentés I Szunokról, MSNBC, 2003. október 28. - (angol nyelvű)
- Műholdfelvételek és tanúk beszámolói észak-koreai politikai börtönökről és átnevelő táborokról -  (angol nyelvű)